# Sjudning

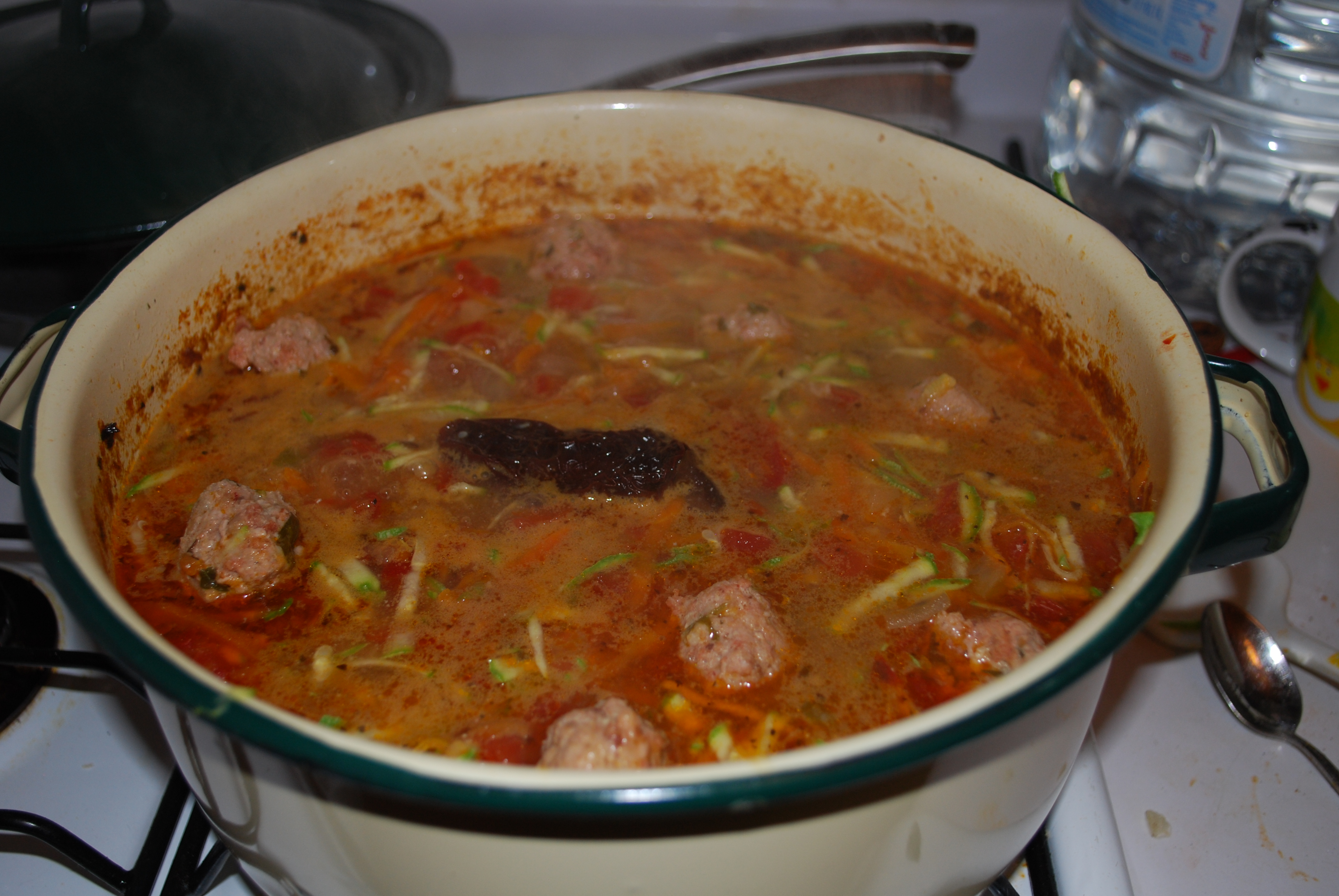
En sjudande köttbullssoppa.

Sjudning är en metod i matlagning som går ut på att koka något på svag värme. Vattnet ska bara bubbla lite grann. Används ofta till känsliga livsmedel som hade tagit skada av vanlig kokning, till exempel korv, kolasås eller i chokladpudding. Kroppkakor och palt bör sjudas.
Anledningen till att det fungerar är att värmeavgivningen från ytan eller kärlets sidoväggar är större än den tillförda effekten från värmekällan (undertill). Detta gör att man inte kan lägga på locket för då kommer det att börja koka. 
Om man vill spara energi kan man stoppa in ett mynt mellan spis och kokkärl. Då blir kopplingen mellan värmekällan och kokkärlet svagare och då kan man kan lägga på locket utan att kokning uppstår. I detta fall så är det kokärlets lock som står för energiavgivningen genom kondensation av vattenånga på lockets insida. Kondensatet droppar sedan tillbaka till det som skall sjudas. Detta gäller dock inte induktionshällar. 